# Comuna Șerșni, Tîvriv
Șerșni (în ucraineană Шершні) este o comună în raionul Tîvriv, regiunea Vinnița, Ucraina, formată din satele Huta-Șerșnivska și Șerșni (reședința).

## Demografie
Componența lingvistică a satului Șerșni
     Ucraineană (96,68%)
     Rusă (2,72%)
     Alte limbi (0,4%)
Conform recensământului din 2001, majoritatea populației satului Șerșni era vorbitoare de ucraineană (96,68%), existând în minoritate și vorbitori de rusă (2,72%).